# Бреннан, Тревор
Тревор Бреннан (англ. Trevor Brennan, родился 29 сентября 1973 года в Лейкслипе) — ирландский регбист, выступавший на позиции замка (лока) и фланкера. Известен по играм за клубы «Ленстер» и «Тулуза» и за сборную Ирландии. В 2007 году получил пожизненную дисквалификацию за удар болельщика.

## Биография

### Игровая карьера
Тревор Бреннан учился в колледже Святой Марии, увлекался гэльским футболом и регби. Играл за регбийную команду колледжа, выиграв с ней в 2000 году первый и единственный титул чемпионата Ирландии. Также выступал за ирландские команды «Барнхолл» и «Бектив Рейнджерс», в первенстве провинций выступал за «Ленстер» (чемпион Кельтской лиги 2001/2002). 13 июня 1998 года провёл свою первую игру за сборную Ирландии против ЮАР. Всего в его активе 13 игр за сборную Ирландии и участие в Кубке мира 1999 года, однако Бреннан больше запомнился дракой на чемпионате мира с игроком сборной Австралии Тутаи Кефу, который позвал на помощь двух напарников, заломавших руки Бреннану.
После ухода из «Ленстера» в «Тулузу» Бреннан больше не вызывался в сборную Ирландии. Трижды он выходил в финалы Кубка Хейнекен: на его счету победы в 2003 и 2005 годах над «Перпиньяном» и «Стад Франсе» и поражение в 2004 году от «Уоспс». Дважды финалист и дважды полуфиналист Топ-14.

### Дисквалификация
21 января 2007 года на матче Кубка Хейнекен против «Ольстера», проходившем на стадионе «Эрнест Валлон», нетрезвый болельщик «Ольстера» по имени Патрик Бэмфорд (англ. Patrick Bamford) стал выкрикивать что-то нецензурное в адрес Бреннана. Тот в ответ подбежал к трибунам и несколько раз ударил Бэмфорда кулаком. По словам Бреннана, болельщик оскорбительно выразился о тулузском баре, принадлежавшем Бреннану, обозвав его «дерьмом», а дядя Тревора утверждал, что Бэмфорд оскорбительно выразился не то о религии регбиста, не то о его матери. Пресса сравнила поступок Бреннана с нападением футболиста Эрика Кантона на болельщика.
Регби Европы установил, что никакого оскорбления на почве религиозной или национальной розни не было, а Бреннан неадекватно среагировал на слова об уровне обслуживания в баре. Комиссия объявила о пожизненной дисквалификации Бреннана, которую не отменило даже заявление Бреннана о завершении карьеры 3 марта 2007 года, ещё до вынесения решения. Также игрока оштрафовали на 25 тысяч евро (17 тысяч фунтов стерлингов) и велели выплатить компенсацию в 5 тысяч евро (3 тысячи фунтов стерлингов) пострадавшему Бэмфорду. В июне 2007 года после апелляции дисквалификацию сократили до 5 лет.

### После дисквалификации
В 2008 году Тревор Бреннан и регбийный тренер по физподготовке Майк Макгёрн по приглашению Шона Бойлана из Гэльской атлетической федерации вошли в состав сборной Ирландии по так называемому «футболу по международным правилам» — игре, напоминающей одновременно гэльский футбол и австралийский футбол. Ирландская сборная должна была сыграть серию матчей против Австралии в том году.

### Личная жизнь
Супруга — Пола, вместе воспитывают троих детей (Дэниэл, Джош и Бобби). Семья проживает в Тулузе. Дэниэль и Джош — регбисты, Дэниэль выступает за «Монпелье Эро» на позиции пропа (столба), Джош — лок (замок) клуба «Тулуза», оба представляют сборную Франции. Тревор владеет баром «De Danu» в Тулузе, а также руководит компанией регбийных туров, пишет статьи в спортивных колонках Irish Times и комментирует матчи. В 2007 году издал автобиографию «Сердце и душа» (англ. Heart and Soul), редактором был Джерри Торнли. Книга получила в 2008 году приз конторы William Hill как лучшая ирландская книга о спорте.
Бреннан называет самым жёстким игроком, с которым когда-либо играл, француза Фредерика Мишалака, который буянил и часто бросался на игроков его же команды